# رود دمیرپاران
رود دمیرپاران (انگلیسی: Damiraparanchay) یک رودخانه در کشور جمهوری آذربایجان است که به رود کورا و سپس به دریای کاسپین میرسد.